# Mare de Déu de la Mercè
|  | Per a altres significats, vegeu «Mare de Déu de la Mercè (desambiguació)». |

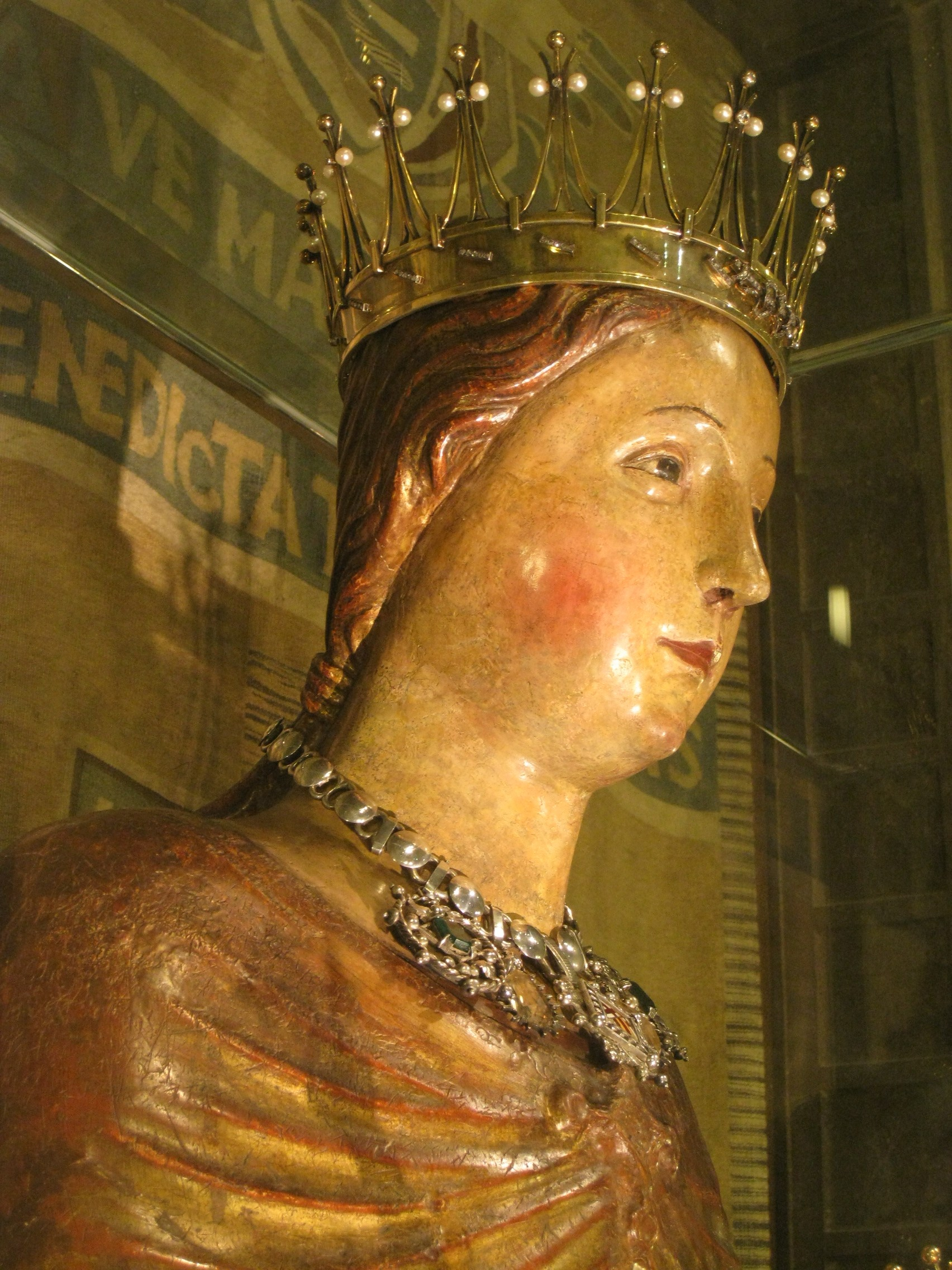
La talla gòtica de la Mare de Déu de la Mercè, atribuïda a Pere Moragues.

La Mare de Déu de la Mercè és una advocació de la Mare de Déu originària de Barcelona i lligada a la fundació de l'orde de la Mercè el 1218. La imatge actual es venera a la basílica de la Mare de Déu de la Mercè i és una talla de fusta d'estil gòtic del segle XIV, atribuïda a Pere Moragues. El nen Jesús que té a la falda és d'un o dos segles després. Des del 1687 és patrona de la ciutat de Barcelona, per un vot que va fer el Consell de Cent si alliberava la ciutat d'una plaga de llagostes. També ho és de l'arxidiòcesi de Barcelona (des del 1868) i de la província eclesiàstica de Barcelona (que inclou les diòcesis de Sant Feliu i Terrassa) des del 2006. Durant l'Exposició Universal de Barcelona (1888) fou coronada canònicament. Tradicionalment, la festa major de la ciutat de Barcelona se celebra en honor seu pels volts del 24 de setembre. Va ser el 1871 quan se celebra la primera festivitat de la Mercè amb aspiracions a festa major de la ciutat.

## Llegenda
Segons la tradició
la Mare de Déu s'aparegué simultàniament, una nit d'agost de 1218, a sant Pere Nolasc, sant Ramon de Penyafort i al rei Jaume el Conqueridor per instar-los a la fundació d'un orde per a la redempció de captius cristians en mans de musulmans, i que va ser l'Orde de la Mercè, els membres de la qual s'anomenen popularment mercedaris. Hi ha constància de l'advocació el 1230 i el primer temple que li fou dedicat ja existia entre 1249 i 1267. Els Goigs més populars que se li canten comencen així: «Dels captius Mare i Patrona…».

## Difusió del culte
El culte es va difondre durant l'edat mitjana pel Mediterrani i, durant els segles xvi a xviii, arran de la tasca d'evangelització que van dur a terme els frares mercedaris en terres hispàniques i americanes, es van crear nombrosos convents de l'orde que van convertir la Mare de Déu de la Mercè (amb el nom de Virgen de las Mercedes o Mercedes) en una advocació popular.
El dia de la festivitat de la Mare de Déu de la Mercè és el 24 de setembre.
La Mare de Déu de la Mercè és venerada en altres ciutats i pobles del món on la presència catalana ha estat rellevant. Així passa a Viena, en què els exiliats catalans que van trobar refugi a la ciutat després de 1714, van construir-ne una amb l'ajuda de l'emperador Carles VI i l'emperadriu Elisabeth de Brunwick. L'església encara es pot visitar i en el seu interior hi ha la tomba de Josep Rifós, vicari general del bisbat de Barcelona durant el setge de 1714, així com Nicolau Serdanya, metge vinculat a l'hospital d'espanyols, una institució fundada per ajudar els refugiats provinents de la corona hispànica.